# シアンモア記念
シアンモア記念（シアンモアきねん）は岩手県競馬組合が施行する地方競馬の重賞競走（平地競走）である。1975年創設。正式名称は、「農林水産省東北農政局長賞 社台スタリオンステーション協賛 シアンモア記念」。
岩手県の小岩井農場に輸入された種牡馬シアンモアを記念して創設された競走である。シアンモアについては同馬の項目を参照。

## 概要
かつては冬期間オフシーズンのある岩手競馬のシーズン初戦の古馬による重賞競走として行われていたが、2013年よりトライアルの赤松杯が重賞に格上げされ、その後も、栗駒賞も4月施行となるなど2025年現在その役割ではなくなっている。
出走条件は長らく岩手所属馬限定で、2002年から東日本と九州地区交流、2005年から2018年までは地方競馬全国交流として行われたが、2019年から岩手所属馬限定戦に戻っている。サラブレッド系3歳（旧4歳）以上は変わりはない。
距離は当初はダート1900m、1980年からダート2000mに延長されたが、2000年からダート1600mに短縮されている。
2001年からは岩手朝日テレビから優勝杯の提供を受けた事に伴い、名称を「IAT杯 シアンモア記念」に変更されたが、2008年から岩手朝日テレビの優勝杯の提供がオパールカップに移ったため、本競走の優勝杯の提供から撤退し、名称を「シアンモア記念」に戻した。2010年からは「農林水産大臣賞」の副賞が付く様になった。2011年は東日本大震災により水沢競馬場が甚大な被害を受け競馬開催が中止されたため、本競走も中止された。
2016年に岩手競馬で重賞格付け制度が始まり、M1に格付けされた。
2019年は農林水産大臣賞が付かなくなり、またコースが水沢競馬場に変更となった。2020年からはレース名が「エフエム岩手杯 シアンモア記念」で行われ、2022年は「農林水産省東北農政局長賞」がつき、レース名が「農林水産省東北農政局長賞 ダーレー・ジャパン協賛 エフエム岩手杯 シアンモア記念」となった。2023年は盛岡開催に戻り、レース名も「農林水産省東北農政局長賞 ダーレー・ジャパン協賛 シアンモア記念」に変更、2024年は「農林水産省東北農政局長賞 優駿協賛 シアンモア記念」、2025年は「農林水産省東北農政局長賞 社台スタリオンステーション協賛 シアンモア記念」。
本競走は2009年からスタリオンシリーズ競走に指定されている。

### 条件・賞金等（2025年）
出走条件
サラブレッド系3歳以上オープン、岩手所属
- 赤松杯で3着以上の馬に優先出走権がある。

負担重量
定量、3歳55kg、4歳以上57kgで、牝馬2kg減。
賞金額
1着1500万円、2着525万円、3着300万円、4着195万円、5着105万円で、着外手当は15万円。
副賞
農林水産省東北農政局長賞、社台スタリオンステーション賞、岩手県知事賞、盛岡市長賞、岩手日報社賞、開催執務委員長賞
スタリオンシリーズに指定されており、クリソベリルの配合権利が優勝馬馬主へ贈られる。

### トライアル競走
トライアル競走として水沢競馬場ダート1600mで行われる岩手所属馬限定のM2の重賞競走（2012年まではオープン特別）「赤松杯（せきしょうはい）」が行われており、上位3着までに本競走への優先出走権が与えられる。なお、2007年 - 2008年は「栗駒賞」、2006年以前は「まんさく賞」が本競走へのトライアル競走であり、どちらも上位2着までに本競走への優先出走権が与えられていた。

## 歴代優勝馬
コース種別を記載していない距離は、ダートコースを表す。
| 回数   | 施行日        | 競馬場 | 距離  | 優勝馬             | 性齢 | 所属 | タイム | 優勝騎手 | 管理調教師 |
| ------ | ------------- | ------ | ----- | ------------------ | ---- | ---- | ------ | -------- | ---------- |
| 第1回  | 1975年8月24日 | 盛岡   | 1900m | ユウズル           | 牡6  | 岩手 | 2:00.6 | 平澤芳三 | 小西善一郎 |
| 第2回  | 1976年8月29日 | 水沢   | 1900m | カネマリモ         | 牝6  | 岩手 | 2:04.2 | 小西重征 | 小西善一郎 |
| 第3回  | 1977年9月4日  | 盛岡   | 1900m | ジヨーゲンオー     | 牡6  | 岩手 | 2:01.3 | 新田守   | 佐々木豊   |
| 第4回  | 1978年9月3日  | 盛岡   | 1900m | ウエスタンダツシユ | 牡7  | 岩手 | 2:01.1 | 佐々木恒 | 佐々木豊   |
| 第5回  | 1979年9月2日  | 盛岡   | 1900m | シーバランド       | 牡8  | 岩手 | 2:04.0 | 佐藤浩一 | 小西善一郎 |
| 第6回  | 1980年8月3日  | 水沢   | 2000m | ブルーハンサム     | 牡6  | 岩手 | 2:10.1 | 千葉次男 | 千葉忠一   |
| 第7回  | 1981年12月6日 | 水沢   | 2000m | タイシヨウボーイ   | 牡5  | 岩手 | 2:12.6 | 小竹清一 | 小野寺敏   |
| 第8回  | 1982年8月29日 | 盛岡   | 2000m | テルノエイト       | 牡6  | 岩手 | 2:07.9 | 佐藤浩一 | 志村文雄   |
| 第9回  | 1983年8月28日 | 盛岡   | 2000m | トウケイホープ     | 牡7  | 岩手 | 2:09.1 | 千葉次男 | 千葉忠一   |
| 第10回 | 1984年8月26日 | 盛岡   | 2000m | サクラススム       | 牡5  | 岩手 | 2:09.0 | 伊藤和   | 遠藤陸夫   |
| 第11回 | 1985年9月1日  | 盛岡   | 2000m | ボールドマツクス   | 牡5  | 岩手 | 2:10.0 | 小竹清一 | 千葉忠一   |
| 第12回 | 1986年8月31日 | 盛岡   | 2000m | メジロゼウス       | 牡8  | 岩手 | 2:10.4 | 村上昌幸 | 伊藤和     |
| 第13回 | 1987年8月30日 | 盛岡   | 2000m | ボールドマツクス   | 牡7  | 岩手 | 2:05.0 | 三野宮通 | 千葉忠一   |
| 第14回 | 1988年8月14日 | 盛岡   | 2000m | トウケイフリート   | 牡5  | 岩手 | 2:10.7 | 菅原勲   | 村上実     |
| 第15回 | 1989年8月13日 | 盛岡   | 2000m | ローマンプリンス   | 牡8  | 岩手 | 2:09.8 | 佐藤浩一 | 志村文雄   |
| 第16回 | 1990年8月12日 | 盛岡   | 2000m | シヤドウイメージ   | 牡5  | 岩手 | 2:10.3 | 佐藤浩一 | 大和正四郎 |
| 第17回 | 1991年7月21日 | 盛岡   | 2000m | スイフトセイダイ   | 牡5  | 岩手 | 2:04.7 | 小竹清一 | 城地藤男   |
| 第18回 | 1992年8月16日 | 盛岡   | 2000m | スイフトセイダイ   | 牡5  | 岩手 | 2:09.3 | 小竹清一 | 城地藤男   |
| 第19回 | 1993年6月6日  | 水沢   | 2000m | モリユウプリンス   | 牡4  | 岩手 | 2:08.2 | 小林俊彦 | 千葉四美   |
| 第20回 | 1994年6月5日  | 水沢   | 2000m | トウケイニセイ     | 牡7  | 岩手 | 2:11.0 | 菅原勲   | 小西重征   |
| 第21回 | 1995年5月21日 | 水沢   | 2000m | トウケイニセイ     | 牡8  | 岩手 | 2:11.7 | 菅原勲   | 小西重征   |
| 第22回 | 1996年5月12日 | 水沢   | 2000m | ミヤシロテュードオ | 牡7  | 岩手 | 2:10.9 | 佐藤雅彦 | 櫻田新一郎 |
| 第23回 | 1997年5月11日 | 水沢   | 2000m | ミヤシロテュードオ | 牡8  | 岩手 | 2:17.3 | 千田知幸 | 櫻田新一郎 |
| 第24回 | 1998年5月10日 | 水沢   | 2000m | メイセイオペラ     | 牡4  | 岩手 | 2:11.1 | 菅原勲   | 佐々木修一 |
| 第25回 | 1999年5月9日  | 水沢   | 2000m | メイセイオペラ     | 牡5  | 岩手 | 2:11.1 | 菅原勲   | 佐々木修一 |
| 第26回 | 2000年5月7日  | 水沢   | 1600m | バンチャンプ       | 牡7  | 岩手 | 1:41.5 | 佐藤雅彦 | 平澤芳三   |
| 第27回 | 2001年5月13日 | 水沢   | 1600m | トーホウエンペラー | 牡5  | 岩手 | 1:40.4 | 村上忍   | 千葉四美   |
| 第28回 | 2002年5月12日 | 水沢   | 1600m | トーヨーリンカーン | 牡4  | 岩手 | 1:39.3 | 関本浩司 | 小西重征   |
| 第29回 | 2003年5月11日 | 水沢   | 1600m | トニージェント     | 牡6  | 岩手 | 1:43.0 | 村上忍   | 村上実     |
| 第30回 | 2004年5月5日  | 水沢   | 1600m | タイキシェンロン   | 牡6  | 岩手 | 1:41.8 | 菅原勲   | 佐々木由則 |
| 第31回 | 2005年5月5日  | 水沢   | 1600m | タイキシェンロン   | 牡7  | 船橋 | 1:42.9 | 小林俊彦 | 松代眞     |
| 第32回 | 2006年5月7日  | 盛岡   | 1600m | エアウィード       | 牡6  | 岩手 | 1:39.2 | 村上忍   | 鈴木七郎   |
| 第33回 | 2007年5月6日  | 水沢   | 1600m | ニューベリー       | 牡9  | 岩手 | 1:42.7 | 菅原勲   | 小西重征   |
| 第34回 | 2008年5月11日 | 水沢   | 1600m | ノムラリューオー   | 牡9  | 船橋 | 1:43.1 | 小林俊彦 | 石井勝男   |
| 第35回 | 2009年5月10日 | 水沢   | 1600m | リュウノキングダム | 牡4  | 船橋 | 1:42.8 | 菅原勲   | 齊藤敏     |
| 第36回 | 2010年5月9日  | 水沢   | 1600m | キングスゾーン     | 牡8  | 愛知 | 1:41.4 | 安部幸夫 | 原口次夫   |
| 第37回 | 2012年5月13日 | 水沢   | 1600m | リュウノボーイ     | 牡5  | 船橋 | 1:42.3 | 村上忍   | 齊藤敏     |
| 第38回 | 2013年5月12日 | 盛岡   | 1600m | トウホクビジン     | 牝7  | 笠松 | 1:41.2 | 佐藤友則 | 笹野博司   |
| 第39回 | 2014年5月11日 | 盛岡   | 1600m | ナムラタイタン     | 牡8  | 岩手 | 1:37.7 | 坂口裕一 | 村上昌幸   |
| 第40回 | 2015年5月10日 | 盛岡   | 1600m | ライズライン       | 牡4  | 岩手 | 1:39.2 | 村上忍   | 千葉幸喜   |
| 第41回 | 2016年5月8日  | 盛岡   | 1600m | ナムラタイタン     | 牡10 | 岩手 | 1:38.4 | 坂口裕一 | 村上昌幸   |
| 第42回 | 2017年5月7日  | 盛岡   | 1600m | ユッコ             | 牝5  | 岩手 | 1:41.1 | 高松亮   | 佐藤雅彦   |
| 第43回 | 2018年5月6日  | 盛岡   | 1600m | ベンテンコゾウ     | 牡4  | 岩手 | 1:36.6 | 村上忍   | 菅原勲     |
| 第44回 | 2019年5月5日  | 水沢   | 1600m | ロジストーム       | 牡6  | 岩手 | 1:40.3 | 村上忍   | 千葉幸喜   |
| 第45回 | 2020年5月10日 | 水沢   | 1600m | ランガディア       | 牡6  | 岩手 | 1:43.0 | 鈴木祐   | 板垣吉則   |
| 第46回 | 2021年5月9日  | 水沢   | 1600m | ヒガシウィルウィン | 牡7  | 岩手 | 1:42.0 | 山本聡哉 | 菅原勲     |
| 第47回 | 2022年5月8日  | 水沢   | 1600m | ヴァケーション     | 牡5  | 岩手 | 1:42.3 | 木村暁   | 畠山信一   |
| 第48回 | 2023年5月7日  | 盛岡   | 1600m | ノーブルサターン   | 牡9  | 岩手 | 1:36.2 | 高松亮   | 板垣吉則   |
| 第49回 | 2024年5月12日 | 盛岡   | 1600m | グランコージー     | 牡7  | 岩手 | 1:38.6 | 石川倭   | 千葉幸喜   |
| 第50回 | 2025年5月18日 | 盛岡   | 1600m | ヒロシクン         | セ6  | 岩手 | 1:36.6 | 高松亮   | 佐藤雅彦   |

※馬齢は2000年以前も現表記を用いる

#### 各回競走結果の出典
- シアンモア記念 歴代優勝馬 - 地方競馬全国協会